# Geoffrey Roberts
Geoffrey Roberts (* 18. Januar 1952 in Deptford) ist ein emeritierter britischer Professor für Geschichte an der Universität Cork in Irland mit dem Forschungsschwerpunkt sowjetische Außenpolitik und Militärgeschichte.

## Leben
Er machte seinen Ph.D. an der London School of Economics and Political Science. Sehr aktiv in der britischen linken Politik schlug er eine akademische Laufbahn ein und begann 1992 an der Universität Cork zu lehren, wo er bis zum Ende seiner akademischen Laufbahn blieb, unterbrochen von Fellowships an der Harvard University, der Princeton University, dem Nobelinstitut in Oslo und von 2018 bis 2019 als EURIAS Senior Fellow am Helsinki Collegium for Advanced Studies.
Seine Schriften wurden in mehr als 20 Sprachen übersetzt.
Seine Biographie über Georgi K. Schukow wurde mit dem Military History Distinguished Book Award ausgezeichnet.
Er sprach sich 2024 für eine Verhandlungslösung im Ukrainekrieg mit Putin und Russland aus.

## Werke (Auswahl)
- Stalin’s Library: A Dictator and his Books. Yale University Press, New Haven 2022, ISBN 978-0-300-17904-0.
- Churchill and Stalin: Comrades-in-Arms during the Second World War. Barnsley 2019.
- Marshal of Victory: The Autobiography of General Georgy Zhukov. Barnsley 2014.
- Stalin’s General: The Life of Georgy Zhukov. New York 2012.
- Molotov: Stalin’s Cold Warrior. Washington 2012.
- Stalin’s Wars: From World War to Cold War, 1939–1953. New Haven 2006.
  - deutsch: Stalins Kriege. Vom Zweiten Weltkrieg zum Kalten Krieg, Patmos 2006, ISBN 978-3-491-35019-9.
- Victory at Stalingrad: The Battle that Changed History. London 2002.
- The Soviet Union in World Politics: Coexistence, Revolution and Cold War, 1945–1991. London 1999.
- The Soviet Union and the Origins of the Second World War. New York/London 1995.
- The Unholy Alliance: Stalin’s Pact with Hitler. London 1989.